# Bergfriedhof (Stuttgart)

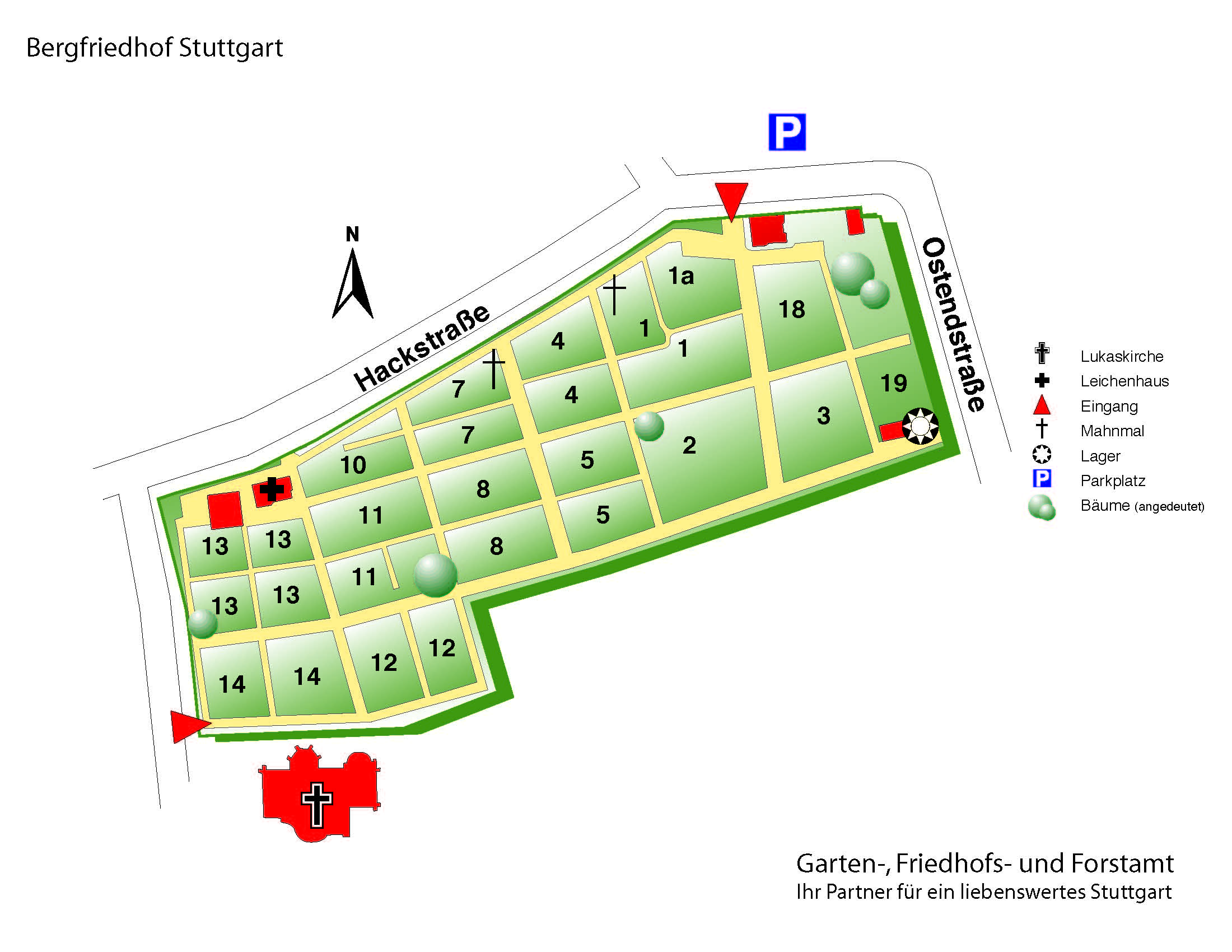
Friedhofsplan.

Der Stuttgarter Bergfriedhof wurde 1885 angelegt und liegt heute im Stadtteil Ostheim im Stadtbezirk Stuttgart-Ost. Der Name Bergfriedhof geht auf den ursprünglichen Bestattungsbezirk zurück, dem hauptsächlich die Bewohner des damaligen Stuttgarter Vororts Berg angehörten.
Die Friedhofsfläche umfasst ca. 2 Hektar und ist in die Abteilungen 1–19 mit ca. 3500 Gräbern aufgeteilt. Die Abteilungen 6, 9 und 15–17 gibt es heute nicht mehr.
Auf dem Friedhofsgelände befinden sich ein Dienstgebäude (beim Haupteingang), ein Leichenhaus und drei Mahnmale für die Gefallenen der beiden Weltkriege. In der Nachbarschaft des Friedhofs liegen die Wohnkolonie Rotenbergstraße, die Lukaskirche, die Realschule Ostheim, das Karl-Olga-Krankenhaus und das Hauptzollamt.

## Geschichte
Der Friedhof wurde im Jahr 1885 neu angelegt mit den Abteilungen 1, 2, 4 und 5. Von 1891 bis 1894 wurde er nach Westen um die Abteilungen 7 und 8 erweitert und 1901 bis zur heutigen Westgrenze. Im Osten kamen die Abteilungen 3 und 18 im Jahr 1897 dazu und 1904 die Abteilung 19. Von dem ursprünglich vorgesehenen Friedhofsgelände von fast 4 Hektar wurde zwischen 1898 und 1921 fast die Hälfte für den Bau der Lukaskirche, der Realschule Ostheim und der Wohnkolonie Rotenbergstraße abgegeben.
Im Eingangsbereich hinter dem Haupteingang stand von 1886 bis zu ihrer Zerstörung im Zweiten Weltkrieg eine Friedhofskapelle. In den Jahren 1900 bis 1901 wurde an der Nordwestecke des Friedhofs ein Leichenhaus errichtet, und das Dienstgebäude entstand in den Jahren 1903 bis 1904, beide nach den Plänen von Albert Pantle. Eine Friedhofhalle wurde in den Jahren 1979 bis 1981 neben dem Leichenhaus erbaut.

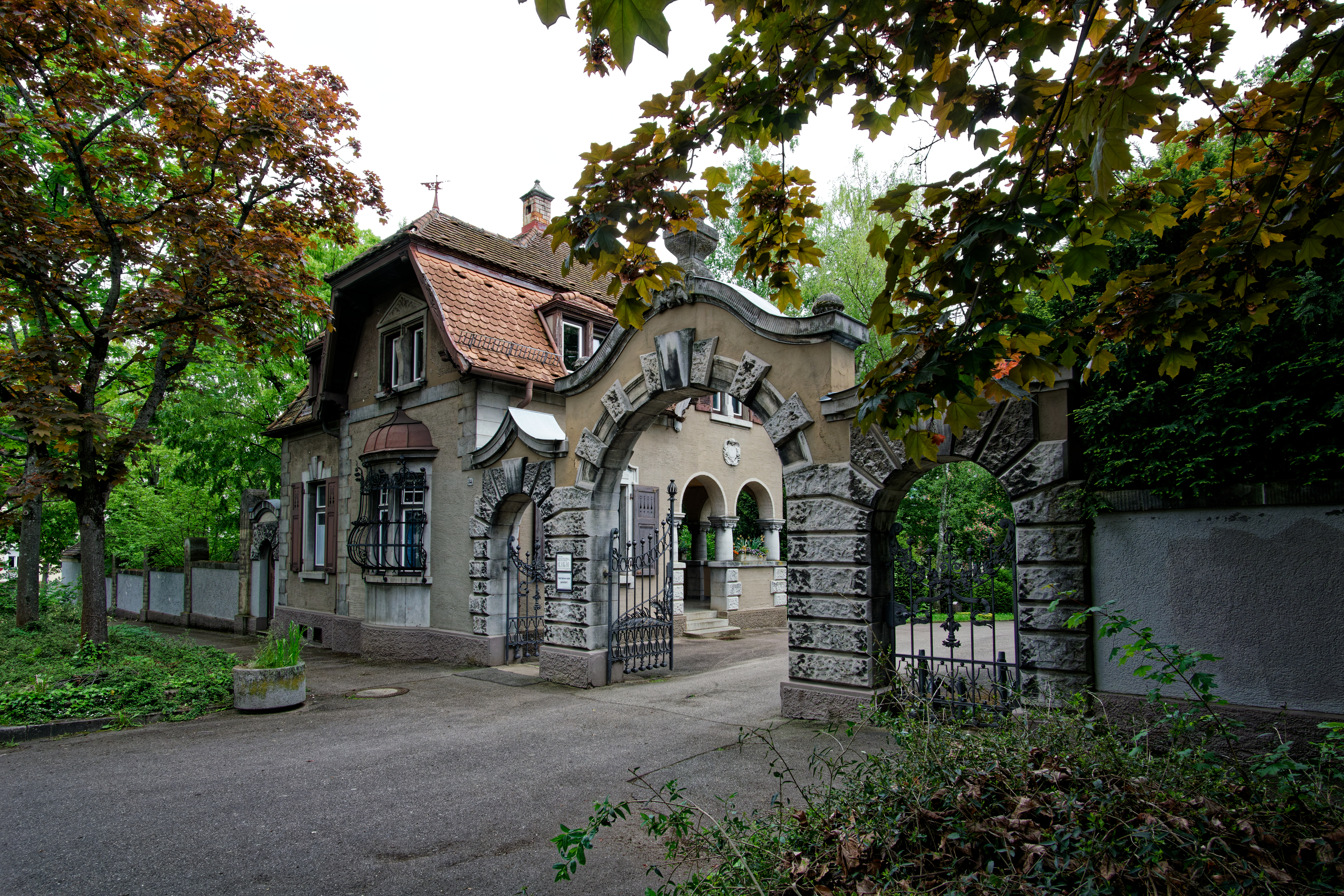
Dienstgebäude mit Haupteingang
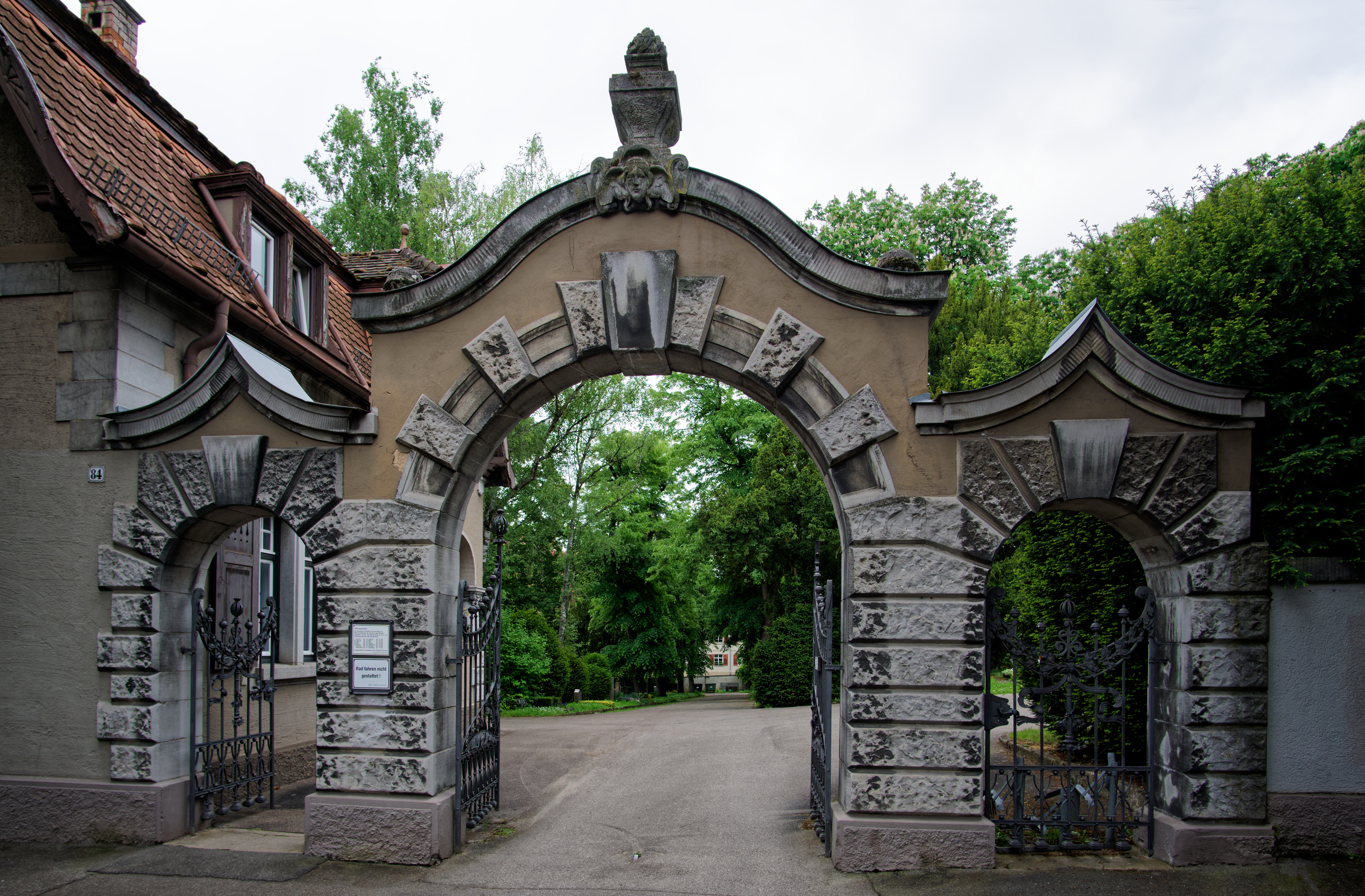
Haupteingang
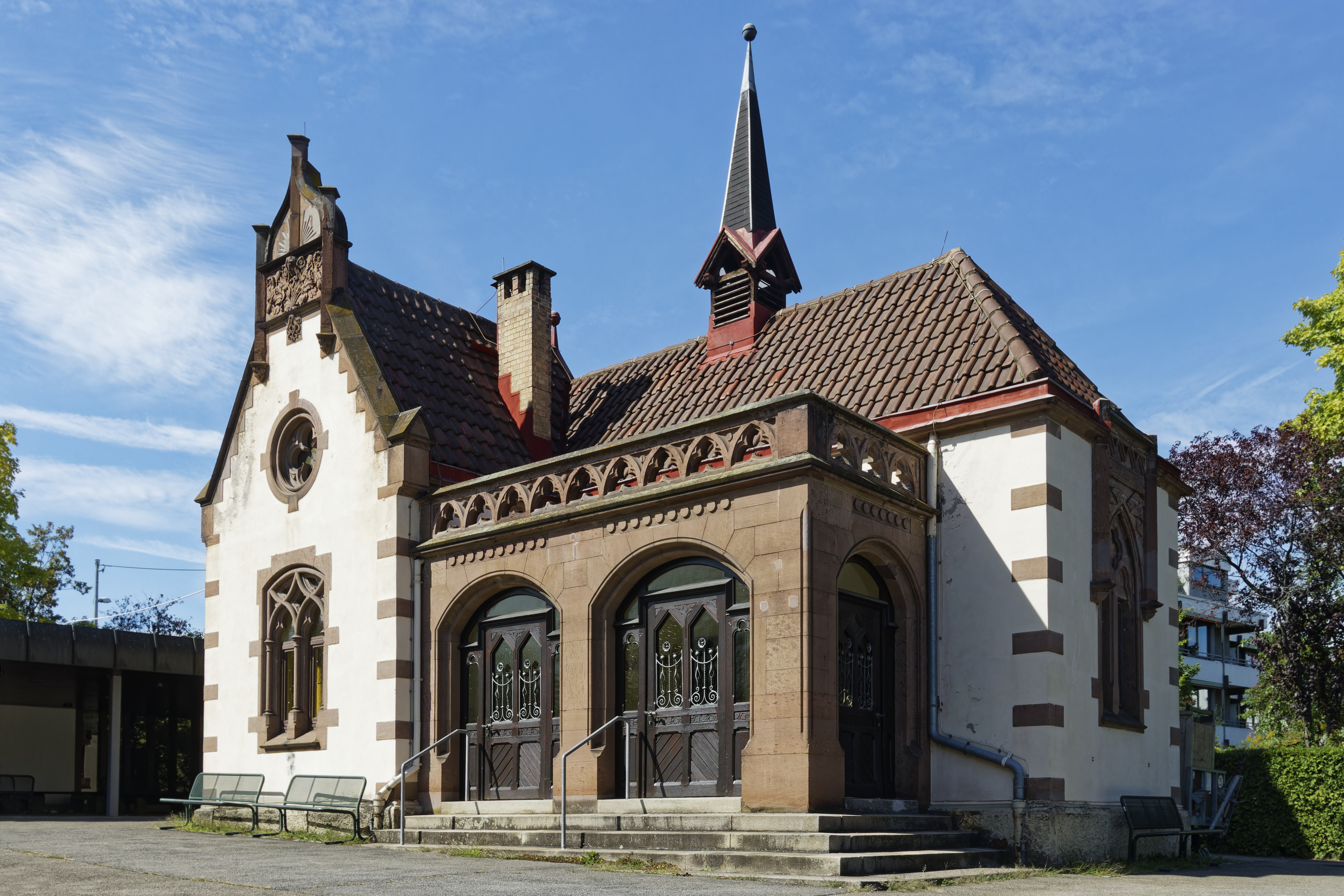
Leichenhaus

## Mahnmale
Auf dem Bergfriedhof gibt es drei Mahnmale (früher „Ehrenmale“), zwei unmittelbar nebeneinander in Abteilung 1 und eines in Abteilung 7:
- Mahnmal Erster Weltkrieg: „Dem Andenken der Gefallenen 1914-1918“, Abteilung 1.
- Mahnmal des Vereins für Leibesübungen: „Unseren gefallenen Mitgliedern ... des V.f.L 1914-1918 / Weltkrieg 1939-1945“, Abteilung 1.
- Mahnmal Zweiter Weltkrieg: „Für Gefallene 1945“ mit Trauernder von Joseph Frey und fünf Gedenksteinen, Abteilung 7.

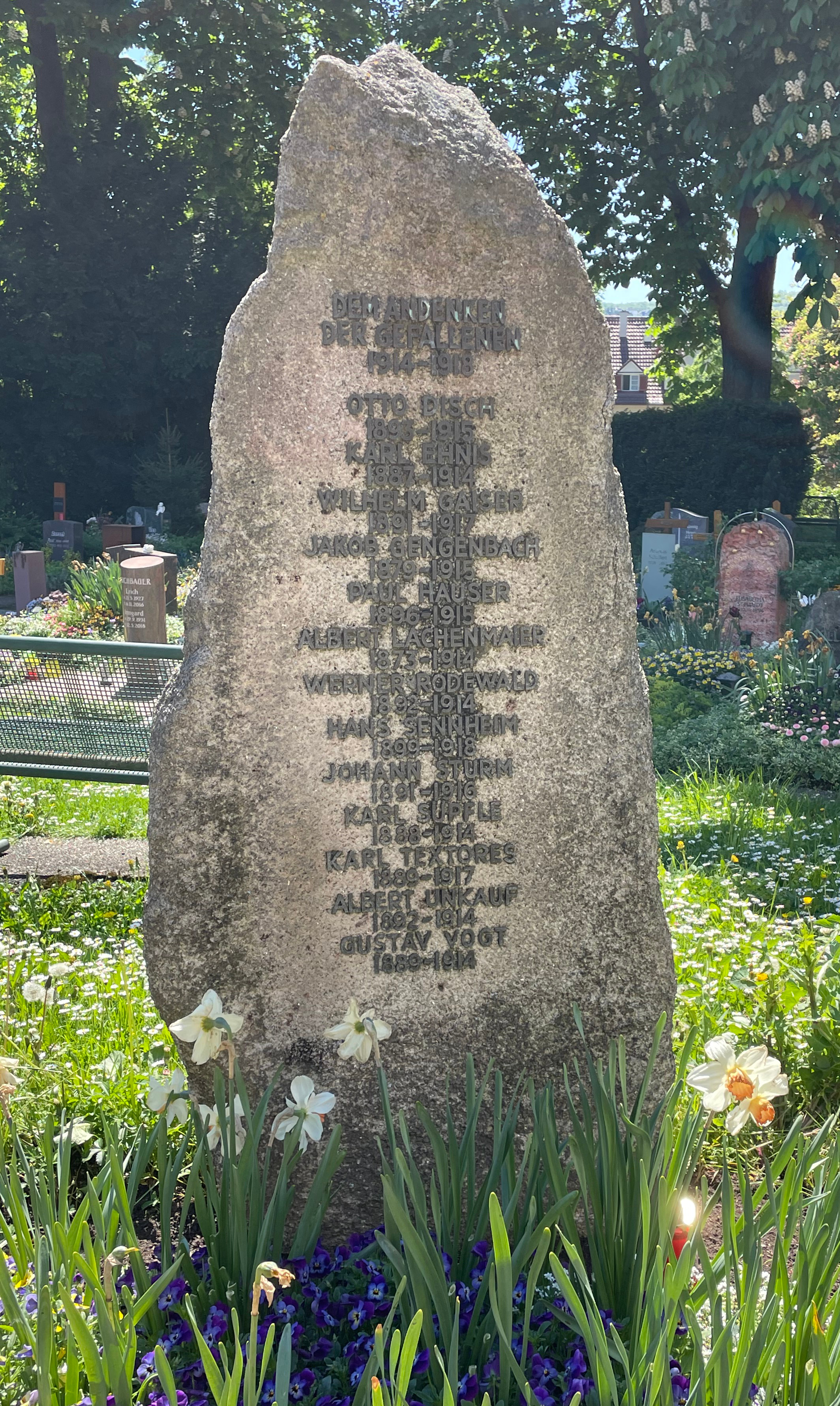
Mahnmal Erster Weltkrieg
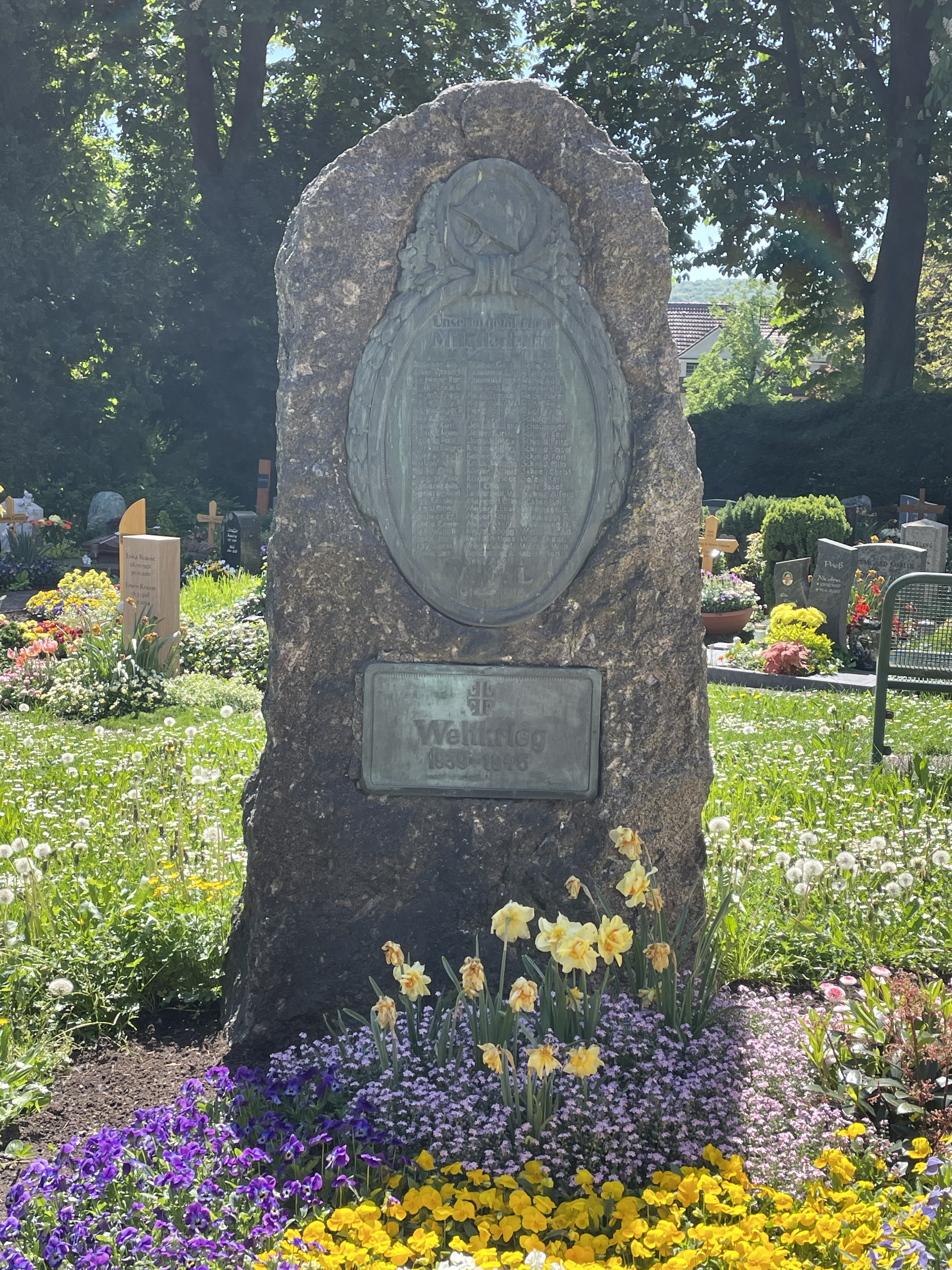
Mahnmal Verein für Leibesübungen
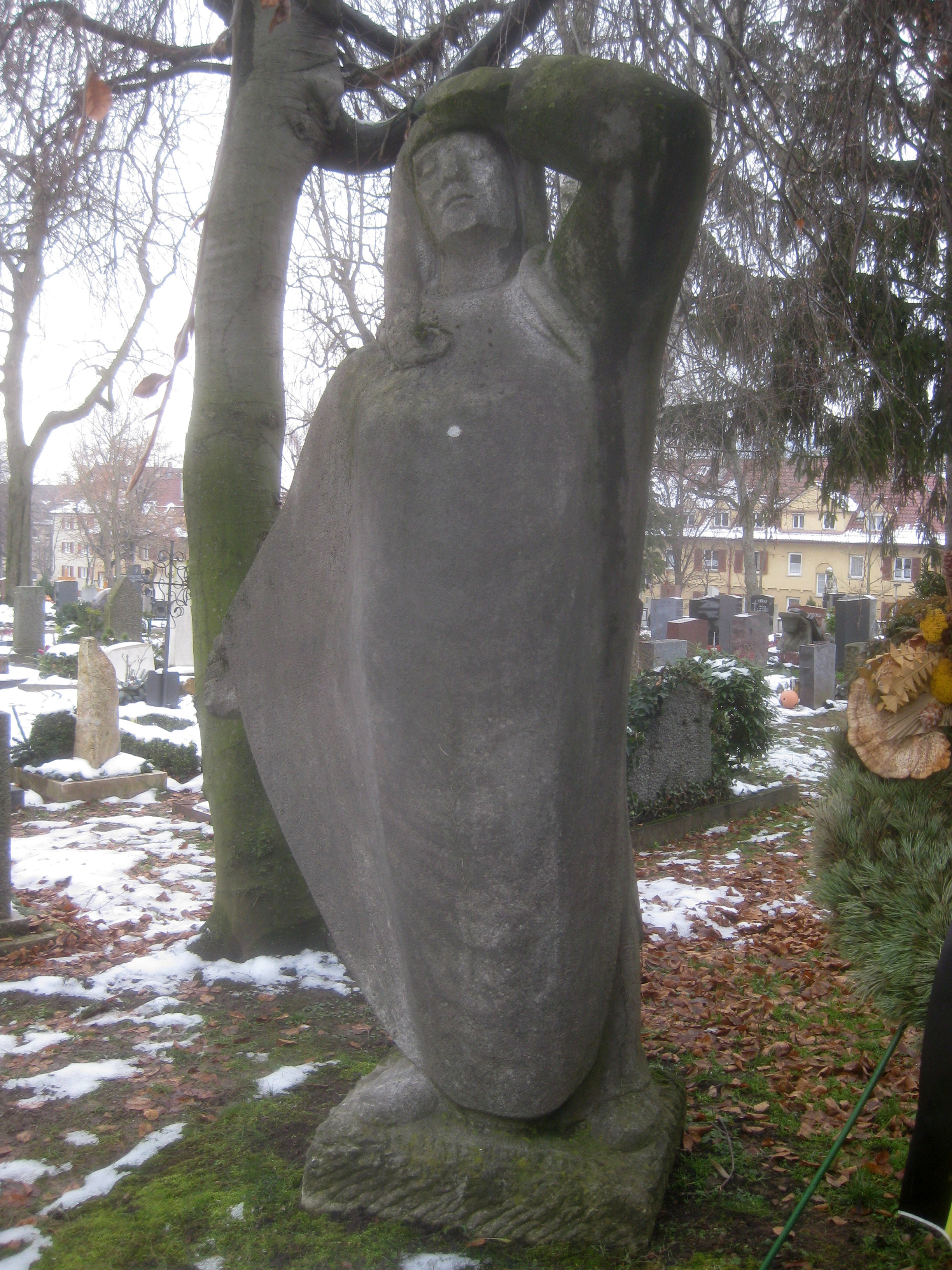
Mahnmal Zweiter Weltkrieg

## Gräber
| → Spaltenlegende und -sortierung | |
| Legende | |
| \| # \| Nummer der Abteilung, in der sich das Grab befindet. Die Lage der Abteilungen geht aus dem Friedhofsplan (siehe oben) hervor. \| \| P \| Grab eines Prominenten. \| \| K \| Grab mit Kunstwerk oder ein Grab, das aus anderen Gründen bemerkenswert ist. \| \| * \| Geburtsjahr. \| \| † \| Todesjahr. \| | |
| Sortierung | |
| - Eine Spalte sortieren: das Symbol im Spaltenkopf anklicken. Spalte Grab/Künstler: Sortierung nach dem Familiennamen. - Nach einer weiteren Spalte sortieren: Umschalttaste gedrückt halten und das Symbol anklicken. - Anfangssortierung: nach dem Familiennamen in der Spalte Grab.                            | |
| # | Nummer der Abteilung, in der sich das Grab befindet. Die Lage der Abteilungen geht aus dem Friedhofsplan (siehe oben) hervor. |
| P | Grab eines Prominenten. |
| K | Grab mit Kunstwerk oder ein Grab, das aus anderen Gründen bemerkenswert ist.                                                  |
| * | Geburtsjahr. |
| † | Todesjahr. |

| Abbildung | #  | P | K | Grab | *    | †    | Künstler / Objekt                                                                       |
| --------- | -- | - | - | --- | ---- | ---- | --------------------------------------------------------------------------------------- |
|           | 08 | P |   | Karl Behringer, Baumeister.                                                                                 | 1864 | 1916 | NN, Granitfelsen mit zwei Bronzetafeln.                                                 |
|           | 01 | P | K | Ernst Burghard, Kaufmann, zusammen mit Hermann Neuner Inhaber des Mineralbads Berg („Neuner“) in Stuttgart. | 1841 | 1921 | NN, durchbrochenes Kreuz mit Blumenkranz aus Metall.                                    |
|           | 03 |   | K | Karl Dempel sen., Flaschnermeister.                                                                         | 1872 | 1948 | A. M. Wolff, Bronzerelief einer sitzenden Trauernden, 1901.                             |
|           | 03 | P | K | Luitpold Fischer, Holzbildhauer, Krankenkassenbeamter.                                                      | 1854 | 1927 | A. M. Wolff, Bronzerelief einer sitzenden Trauernden, an eine Urne gelehnt, 1901.       |
|           | 04 | P | K | Siegmund Franz Karl Freiherr von Gemmingen-Hornberg, Privatier.                                             | 1853 | 1914 | NN, Bronzerelief mit Kruzifix.                                                          |
|           | 11 |   | K | Ingeborg Gruber.                                                                                            | 1929 | 1985 | NN, überdachte hölzerne Muttergottesstele.                                              |
|           | 01 |   | K | Paul Haußer, Werkmeister, Bauunternehmer.                                                                   | 1848 | 1911 | Paul Haußer, Sandsteindenkmal mit bronzener Tafel und Schmuck, 1905.                    |
|           | 08 |   | K | Familie Koch-Bach.                                                                                          |      |      | NN, Marmorrelief mit Christus als gutem Hirten, der eine trauernde Frau tröstet.        |
|           | 01 | P |   | Ludwig Leuze, Inhaber/Pächter des Mineralbads Leuze.                                                        | 1877 | 1944 |                                                                                         |
|           | 18 | P | K | Alfred Lörcher, Bildhauer.                                                                                  | 1875 | 1962 | Alfred Lörcher, Urne auf Steinsockel, Ausführung: Willi Schönfeld, 1962.                |
|           | 01 |   | K | Philipp Leopold Martin, Naturforscher und Konservator.                                                      | 1815 | 1885 |                                                                                         |
|           | 01 |   | K | Wilhelm Mauz, Färbereibesitzer, Wassermotorenfabrikant.                                                     | 1861 | 1934 | Willi Schönfeld, Skulptur einer Trauernden, auf dem rechten Fuß kniend, nicht erhalten. |
|           | 01 | P |   | Friedrich Neuner, Hofgärtner und Gründer des Mineralbads Berg („Neuner“) in Stuttgart.                      | 1817 | 1883 | Strebel (Bildhauer), Obelisk.                                                           |
|           | 10 |   | K | Stephan Rainer.                                                                                             | 1963 | 1987 | NN, Bronzeskulptur einer Pietà.                                                         |
|           | 01 | P |   | Paul Rießler, katholischer Theologe und Orientalist.                                                        | 1865 | 1935 |                                                                                         |
|           | 18 |   | K | Elsbeth Roos.                                                                                               | 1912 | 2007 | NN, Hundeskulptur.                                                                      |
|           | 02 |   | K | Paul Schäfer.                                                                                               |      |      | NN, Skulptur einer stehenden Trauernden.                                                |
|           | 07 |   | K | Simon Schneider, Bahnmeister (Familie Schneider-Ehrmann).                                                   |      |      | August Schneider, Bronzeskulptur einer stehenden Trauernden.                            |
|           | 08 |   | K | Paul Schwörer.                                                                                              |      |      | NN, Skulptur einer stehenden Trauernden.                                                |
|           | 04 |   | K | Wilhelm Wagner.                                                                                             |      |      | NN, Holzskulptur einer Madonna mit dem Kind.                                            |
|           | 19 |   | K | Gustav Widmann.                                                                                             | 1873 | 1944 | NN, abstrakte Grabsteinskulptur.                                                        |
|           | 07 |   | K | Familie Wurst.                                                                                              |      |      | NN, Steinrelief eines Vogels, der seine zwei Jungen füttert.                            |